# Malês
Malês (do hauçá málami, "professor", "senhor", no iorubá imale, "muçulmano") era o termo usado no Brasil, nos século XIX, para designar os negros muçulmanos. Eram muitas vezes mais instruídos que seus senhores, e, apesar da condição de escravos, não eram submissos, mas muito altivos. Na História do Brasil, notabilizaram-se pela chamada Revolta dos Malês, que ocorreu em 1835, na Bahia, onde eram mais numerosos. Também existiam comunidades de malês em Pernambuco, Alagoas e Rio de Janeiro.

## História
Entre os séculos XVI e XIX não existia liberdade religiosa. Quem não era católico teve de se converter. Houve repressão aos dissidentes e muitos resistiram a esse exclusivismo.
No Brasil, dispersos entre Pernambuco e Bahia em um primeiro momento, os malês resistiram e reagiram ao catolicismo imposto para manter sua crença e cultura. Para enfrentar a repressão os malês usavam um recurso de resistência espiritual (dissimulação religiosa), já utilizado pelos muçulmanos xiitas, denominado, pelos teólogos islâmicos, de al'tagiyya (literalmente, "guardar-se").
Vendidos como escravos pelos vencedores em guerras locais, principalmente a jihad (lit. "guerra santa") declarada em 1804 pelo xeque Usmã dã Fodio (1754–1817) - líder islâmico fula - contra os hauçás, os muçulmanos chegaram ao Brasil no final do século XVIII, oriundos da região sudanesa da África e pertenciam a vários grupos etnoculturais. No Brasil, todos ficaram conhecidos genericamente como malês ou muçurumins. Apesar de "convertidos" ao catolicismo, procuraram, mesmo que de forma discreta, preservar no Brasil a sua religião. Promoveram secretamente atividades de alfabetização e memorização do Alcorão. Na descrição do historiador Ramos, "Eram altos robustos, fortes e trabalhadores. Usavam como outros negros muçulmanos, um pequeno cavanhaque, de vida regular e austera, não se misturavam com os outros escravos".
Os malês eram bilíngues e alfabetizados em árabe, com um nível cultural superior ao dos brasileiros da época. Constituíram associações de ajuda mútua, como a Sociedade Protetora dos Desvalidos, em Salvador. Há registros que os primeiros calçados feitos para ex-escravizados foram feitos por artesãos muçulmanos.
Inconformados com a condição de escravizados, articularam vários levantes que desaguaram no maior deles durante o Ramadã (mês de jejum islâmico) em Salvador, 1835. Para historiadores como Reis, a identidade étnica e uma religião combativa convergiram na mobilização dos escravos que levou à Revolta dos Malês. 
Com a derrota dos rebeldes, muitos foram condenados à morte, muitos muçulmanos foram deportados para a África a fim de diminuir sua influência sobre os outros negros. Uns foram levados para Ajudá (atual Benim), onde foram recebidos por Francisco Félix de Sousa (1754–1849), traficante de escravos que abastecia o mercado brasileiro. Dos que ficaram no Brasil, alguns se mantiveram na clandestinidade, outros migraram para o Rio de Janeiro.
A religião islâmica passou por uma severa repressão, após 1835, diminuindo a possibilidade de difundir-se. Segundo Reis (2003, p. 180), antes da devassa havia um "forte movimento de proselitismo e conversão em curso na Bahia". Depois da supressão das revoltas, os cultos malês foram desestruturados. Hostilizados e imersos na população de afrodescendentes, começaram a perder a sua identidade e a adquirir novos costumes e crenças. 
Em Salvador, os malês pós-levante exerciam atividades de marceneiros, pedreiros, professores, douradores de imagens. Houve até um deputado e conselheiro do Império — o médico baiano Salustiano Ferreira Souto (1814-1877), que, ao falecer, foi enterrado com os rituais de seu grupo.
Uma das matriarcas do samba, Carmem Teixeira da Conceição, a Tia Carmem do Xibuca, se mudou para o Rio de Janeiro em 1893 praticando a religião muçulmana.